# Bolax matogrossensis
Bolax matogrossensis är en skalbaggsart som beskrevs av Ohaus 1917. Bolax matogrossensis ingår i släktet Bolax och familjen Rutelidae. Inga underarter finns listade.